# فرودگاه بین‌المللی جینان یاکیانگ
فرودگاه بین‌المللی جینان یاکیانگ (به انگلیسی: Jinan Yaoqiang International Airport) یک فرودگاه همگانی مسافربری با کد یاتا TNA است که یک باند فرود بتن دارد و طول باند آن ۳۶۰۱ متر است. این فرودگاه در شهر جینان کشور چین قرار دارد و در ارتفاع ۲۳ متری از سطح دریا واقع شده‌است.

## شرکت‌های هواپیمایی و مقصدهای پروازی

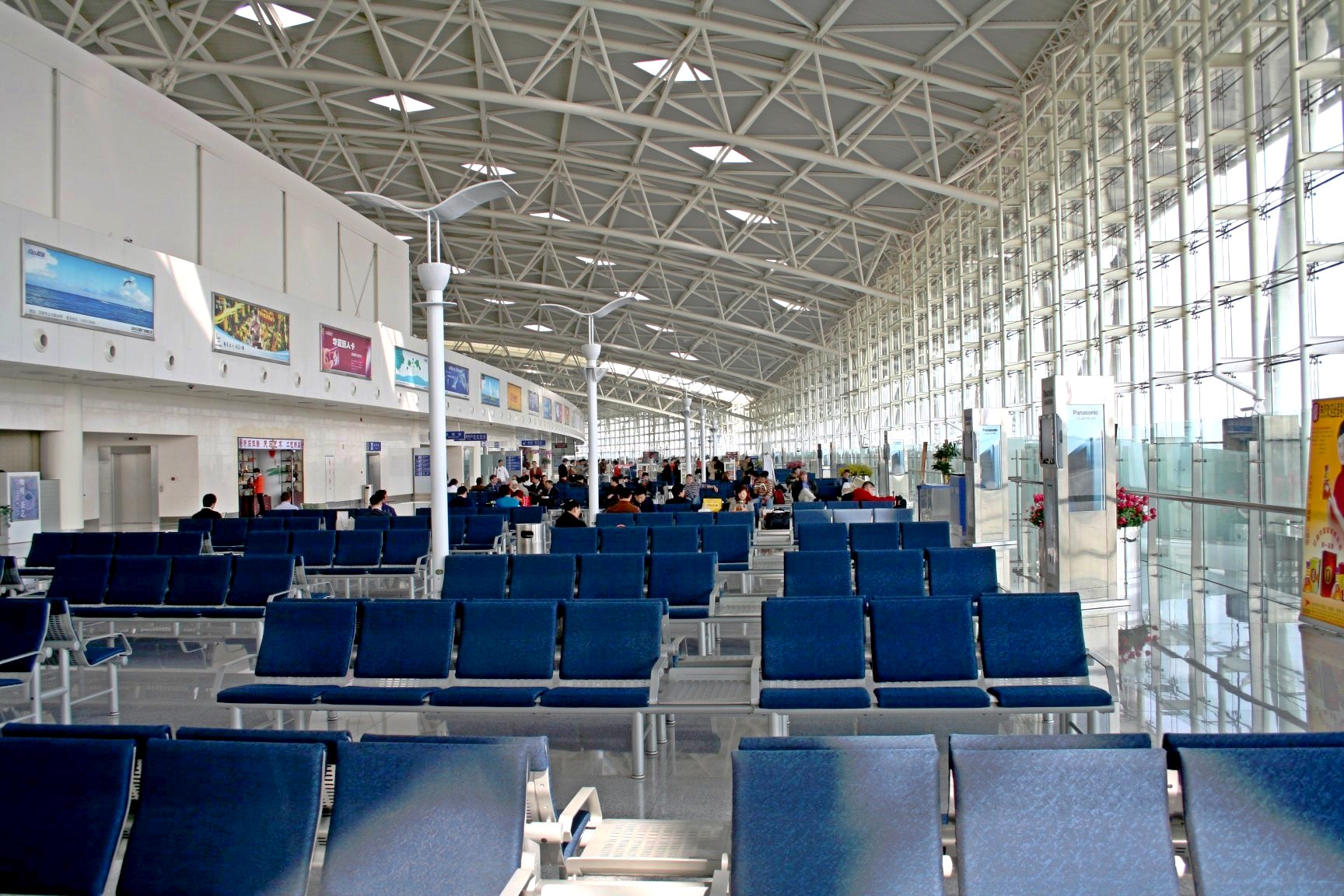
Inside the terminal building

### مسافری
| شرکت‌های هواپیمایی                             | مقصدهای پروازی |
| --------------------------------------------- | --- |
| ایر چاینا                                     | چنگدو شوانگلیو، شانگهای پودنگ |
| ایر کریو                                      | چارتر فصلی: سونان |
| بیجینگ کپیتال ایرلاینز                        | گایلین لیانگ‌جیانگ، هایکو میلان، نانچانگ چانگبی، سانیا فونیکس، شی‌آن شیان‌یانگ، کانزای, شیزوکا, ووهان تیانهه |
| Chengdu Airlines                              | چانگچون لونگییا، چانگشا هوانگهوا، چنگدو شوانگلیو، هایکو میلان |
| هواپیمایی شرقی چین                            | چانگچون لونگییا, چنگدو شوانگلیو, چیژوو ییوهواشان، چنگچینگ ییانگبی، دالیان ژووشویزی، بایون گوآنگجو، کونمینگ چانگشوی، نینگبو لیشه, کیکیهار سینجیازی، شانگهای هونگچیائو، شانگهای پودنگ، وویی‌شان، زیامن گائوچی، شی‌آن شیان‌یانگ، زوهای سانزاهو چارتر فصلی: ولادی‌وستوک |
| هواپیمایی شرقی چین اجرا توسط شانگهای ایرلاینز | شانگهای هونگچیائو |
| هواپیمایی جنوبی چین                           | چانگچون لونگییا، چانگشا هوانگهوا، چنگدو شوانگلیو، دالیان ژووشویزی، بایون گوآنگجو، هاربین تایپینگ، لانجو ژنگچوان، شنینگ تخین، شنژن بن، اورومچی دیووپو، ونچو یونگچیانگ، شی‌آن شیان‌یانگ |
| اوا ایر                                       | تائویوان تایوان |
| Fuzhou Airlines                               | فوژو چنگل |
| هاینان ایرلاینز                               | چانگشا هوانگهوا، هایکو میلان، نانچانگ چانگبی، شنینگ تخین، شنژن بن، اورومچی دیووپو |
| کورین ایر                                     | اینچئون |
| Kunming Airlines                              | هاربین تایپینگ، کونمینگ چانگشوی |
| Lucky Air                                     | چنگدو شوانگلیو، کونمینگ چانگشوی |
| Neos                                          | چارتر فصلی: میلانو مالپنسا |
| New Gen Airways                               | چارتر: دن موئنگ، کرابی |
| Scoot                                         | چانگی سنگاپور |
| شاندونگ ایرلاینز                              | سووارنابومی، بائوتو ارلیبان، پکن، چانگچون لونگییا، چانگشا هوانگهوا، چنگدو شوانگلیو، چنگچینگ ییانگبی، دالیان ژووشویزی، ایندیرا گاندی، بایون گوآنگجو، گایلین لیانگ‌جیانگ، لانگ‌دونگ‌بائو گوئی‌یانگ، هایلار دنگشان، هایکو میلان، هانگجو ژیاشان، هاربین تایپینگ، هوهوت بایتا، کاشغر، کورلا، کونمینگ چانگشوی، لانجو ژنگچوان، نانینگ ووژو، کانزای، سانیا فونیکس، اینچئون، شانگهای هونگچیائو، شنینگ تخین، شنژن بن، تائویوان تایوان، ووسو تائی‌یوان، هانه‌دا، اورومچی دیووپو، ویهای داشویبو، ونچو یونگچیانگ، ووهان تیانهه، زیامن گائوچی، شی‌آن شیان‌یانگ، سینینگ کائوجیابو، یانتای چائوشوی، یینچوان هیدونگ، ژنگژو سین‌ژنگ، زوهای سانزاهو |
| شنژن ایرلاینز                                 | دالیان ژووشویزی، فوژو چنگل، بایون گوآنگجو، هاربین تایپینگ، هنگ کنگ، نانینگ ووژو، شنژن بن |
| سیچوان ایرلاینز                               | چانگچون لونگییا، چنگدو شوانگلیو، چنگچینگ ییانگبی، دالیان ژووشویزی، هاربین تایپینگ، کونمینگ چانگشوی، لس‌آنجلس، سانیا فونیکس، شی‌آن شیان‌یانگ |
| اسپرینگ ایرلاینز                              | سووارنابومی |
| Thai Lion Air                                 | چارتر: دن موئنگ |
| تیانجین ایرلاینز                              | هوهوت بایتا، یانتای چائوشوی، هایلار دنگشان |
| وست ایر                                       | چنگچینگ ییانگبی، فوژو چنگل، نانینگ ووژو، کوانژو جینجیانگ، سانیا فونیکس، شنژن بن |
| ژیامن ایرلاینز                                | چانگشا هوانگهوا، دالیان ژووشویزی، فوژو چنگل، کوانژو جینجیانگ، شنینگ تخین، اورومچی دیووپو، ووهان تیانهه، زیامن گائوچی |